# Millières (Manica)
Millières è un comune francese di 690 abitanti situato nel dipartimento della Manica nella regione della Normandia.

## Società

### Evoluzione demografica
Abitanti censiti